# Carlos Pérez Zabal
Carlos Pérez Zabal (Castejón, 16 de octubre de 1934) es un ciclista navarro que fue profesional entre 1955 y 1962. De su palmarés destaca la victoria al Gran Premio de Llodio.
Nacido en Castejón, a los cuatro años fue a vivir a Basauri. En 2014 recibió un homenaje de su pueblo adoptivo. Como neófito en los años 50 consiguió 3 victorias en un día: el circuito de San Mamés por la mañana, Torneo de Amurrio y Torneo de Oquendo. En 1954, llamó la atención de los equipos profesionales tras ganar treinta y dos carreras a nivel aficionado, posibilitando su paso a nivel profesional. Tras una caída en 1962 se retiró tras 13 años de competición y 130 victorias.

## Palmarés
- 1955
  - 1º en la general de la vuelta a Bilbao
  - 1º en la montaña de la vuelta a Bilbao
  - 1º en la general de la vuelta a Miranda
  - Vencedor de la primera etapa de la vuelta a Miranda
  - 1º en la montaña de la vuelta a Miranda
- 1956
  - 1º Prueba en San Miguel de Basauri
  - 1º Vuelta al Valle de Léniz
  - 1º Prueba San Pelayo (Zarautz)
  - 1º Gran Premio Ariatza (Múgica)
  - 1º Gran Premio Santuchu
  - Vencedor de la segunda etapa de la Vuelta a Ondárroa
  - 1º Prueba en Arechavaleta
  - 3º Vuelta a los Pirineos, 2 triunfos de etapa y Clasificación de la Montaña
  - 4º Puesto en la Clasificación General con un segundo puesto en la segunda etapa en la Vuelta a Burgos
- 1957
  - 1º en el Gran Premio de Llodio
  - 1º el Gran Premio de Oviedo
  - 1º Prueba en San Miguel de Basauri
  - 3º en Murcia
  - 1º de la general y de la montaña Zarauz
  - 1º Gran Premio Liberación (Galdácano)
  - 1º Prueba Miravalles
  - 1º Prueba Santa Isabel (Durango)
  - 3º en Udondo
- 1958
  - 1º Puesto Prueba en San Miguel de Basauri
  - 1º Puesto en Dos Caminos
  - 2º Puesto en Zumárraga
  - 1º Puesto en Circuito de Zarátamo
  - 1º Puesto en Lequeitio
  - 1º Puesto en Ortuella
  - 1º Puesto en San Salvador del Valle
  - 3º Puesto en Campeonato de España de Ciclismo por Regiones
  - 3º Puesto Gran Premio Liberación de Ondárroa
  - 2º en Zumárraga
- 1959
  - 4º Puesto en Campeonato de España de Ciclismo en Ruta celebrado en Martorell
  - 3º Puesto en Criterium Tarragona
  - 2º Puesto en una etapa de la Vuelta a Levante
- 1960
  - Participación en la Vuelta a España
- 1961
  - 1º Puesto en la Vuelta al Goyerri (País Vasco)
  - Ganador de dos etapas en la Vuelta a Villarreal de Urrechua
  - 2º Puesto en la montaña en la Vuelta a Villarreal de Urrechua
  - 1º Puesto en la general en la Vuelta a Villarreal de Urrechua
  - 2º Puesto en Premio Oquendo
  - 3º Puesto en el Gran Premio de Llodio
  - 4º Puesto en la Subida al Naranco
- 1962
  - 3º Puesto en Campeonato de España de Ciclismo por Regiones celebrado en Derio
  - 6º Puesto en la general en la Vuelta a La Rioja
- 1963
  - 3º Puesto en Campo Claro, GP Cataluña

- Otros resultados notables
  - 1º Puesto en Gran Premio de Valladolid
  - 1º Puesto en Prueba en Elgóibar
  - 1º Puesto en Prueba en Marquina
  - 1º Puesto en Prueba en Munguía
  - 1º Puesto en Prueba en Lezama
  - 1º Puesto en Prueba en Larrabezúa
  - 3º Puesto en la Clasificación General y Ganador de la Montaña en Torrelavega